# Раджив Томар
Раджив Томар (англ. Rajiv Tomar; нар. 31 грудня 1980, Малакпур, Бараут, штат Уттар-Прадеш) — індійський борець вільного стилю, чемпіон, срібний та бронзовий призер чемпіонатів Співдружності, срібний призер Ігор Співдружності, учасник Олімпійських ігор.

## Життєпис
Боротьбою почав займатися з 1991 року. У 1998 році став бронзовим призером чемпіонату Азії серед юніорів.
Виступав за борцівський клуб «Guru Hanuman Akhara» Делі. Тренер — Маха Сінгх Рао.
У 2010 році за спортивні досягнення був нагороджений премією «Арджуна».

## Спортивні результати на міжнародних змаганнях

### Виступи на Олімпіадах
| Змагання                    | Збірна | Вагова категорія           | Місце |
| --------------------------- | ------ | -------------------------- | ----- |
| Літні Олімпійські ігри 2008 | Індія  | вільна боротьба, до 120 кг | 16    |

### Виступи на Чемпіонатах світу
| Змагання                        | Збірна | Вагова категорія           | Місце |
| ------------------------------- | ------ | -------------------------- | ----- |
| Чемпіонат світу з боротьби 2011 | Індія  | вільна боротьба, до 120 кг | 26    |
| Чемпіонат світу з боротьби 2014 | Індія  | вільна боротьба, до 125 кг | 16    |

### Виступи на Чемпіонатах Азії
| Змагання                       | Збірна | Вагова категорія           | Місце |
| ------------------------------ | ------ | -------------------------- | ----- |
| Чемпіонат Азії з боротьби 2008 | Індія  | вільна боротьба, до 120 кг | 8     |
| Чемпіонат Азії з боротьби 2009 | Індія  | вільна боротьба, до 120 кг | 5     |
| Чемпіонат Азії з боротьби 2010 | Індія  | вільна боротьба, до 120 кг | 5     |

### Виступи на Азійських іграх
| Змагання           | Збірна | Вагова категорія           | Місце |
| ------------------ | ------ | -------------------------- | ----- |
| Азійські ігри 2010 | Індія  | вільна боротьба, до 120 кг | 9     |

### Виступи на Чемпіонатах Співдружності
| Змагання                                | Збірна | Вагова категорія           | Місце  |
| --------------------------------------- | ------ | -------------------------- | ------ |
| Чемпіонат Співдружності з боротьби 2005 | Індія  | вільна боротьба, до 120 кг | Срібло |
| Чемпіонат Співдружності з боротьби 2007 | Індія  | вільна боротьба, до 120 кг | Золото |
| Чемпіонат Співдружності з боротьби 2011 | Індія  | вільна боротьба, до 120 кг | Бронза |

### Виступи на Іграх Співдружності
| Змагання                | Збірна | Вагова категорія           | Місце  |
| ----------------------- | ------ | -------------------------- | ------ |
| Ігри Співдружності 2014 | Індія  | вільна боротьба, до 125 кг | Срібло |

### Виступи на інших змаганнях
| Змагання                                                        | Збірна | Вагова категорія           | Місце  |
| --------------------------------------------------------------- | ------ | -------------------------- | ------ |
| Олімпійський кваліфікаційний турнір з боротьби 2008 (Мартіні)   | Індія  | вільна боротьба, до 120 кг | Срібло |
| Міжнародний меморіал Дейва Шульца 2009                          | Індія  | вільна боротьба, до 120 кг | Бронза |
| Гран-прі Німеччини з боротьби 2009                              | Індія  | вільна боротьба, до 120 кг | Срібло |
| Олімпійський кваліфікаційний турнір з боротьби 2012 (Гельсінкі) | Індія  | вільна боротьба, до 120 кг | 9      |

### Виступи на змаганнях молодших вікових груп
| Змагання                                      | Збірна | Вагова категорія          | Місце  |
| --------------------------------------------- | ------ | ------------------------- | ------ |
| Чемпіонат Азії з боротьби серед юніорів 1998  | Індія  | вільна боротьба, до 90 кг | Бронза |
| Чемпіонат світу з боротьби серед юніорів 1998 | Індія  | вільна боротьба, до 90 кг | 7      |